# 2.ª etapa del Tour de Francia 2025
La 2.ª etapa del Tour de Francia 2025 tuvo lugar el 6 de julio de 2025 y consistió en una etapa escarpada con inicio en la localidad de Lauwin-Planque y final en la localidad de Boulogne-sur-Mer, sobre un recorrido de 209,1 km. El vencedor fue el neerlandés Mathieu van der Poel del equipo Alpecin-Deceuninck, siendo además el segundo líder de la prueba.

## Clasificación de la etapa
| Lauwin-Planque - Boulogne-sur-Mer | etapa escarpada | (209,1 km) |

- Las clasificaciones de la etapa finalizaron de la siguiente forma:[3]

| \| Clasificación de la etapa \| Clasificación de la etapa \| Clasificación de la etapa \| Clasificación de la etapa \| Clasificación de la etapa \| \| Ciclista \| Ciclista \| Equipo \| Tiempo \| \| \| ------------------------- \| ------------------------- \| -------------------------- \| ------------------------- \| ------------------------- \| \| 1.º \| Mathieu van der Poel \| Alpecin-Deceuninck \| 4 h 45 min 41 s \| \| \| 2.º \| Tadej Pogačar \| UAE Team Emirates XRG \| + 0 s \| \| \| 3.º \| Jonas Vingegaard \| Team Visma \\| Lease a Bike \| + 0 s \| \| \| 4.º \| Romain Grégoire \| Groupama-FDJ \| + 0 s \| \| \| 5.º \| Julian Alaphilippe \| Tudor Pro Cycling Team \| + 0 s \| \| \| 6.º \| Oscar Onley \| Team Picnic-PostNL \| + 0 s \| \| \| 7.º \| Aurélien Paret-Peintre \| Decathlon-AG2R La Mondiale \| + 0 s \| \| \| 8.º \| Kévin Vauquelin \| Arkéa-B&B Hotels \| + 0 s \| \| \| 9.º \| Simone Velasco \| XDS Astana Team \| + 0 s \| \| \| 10.º \| Jenno Berckmoes \| Lotto \| + 0 s \| \| |                        |                            |                 |
| |                        |                            |                 |
| Fuentes: ProCyclingStats Cycling Quotient |                        |                            |                 |
| Clasificación de la etapa |                        |                            |                 |
| Ciclista | Ciclista               | Equipo                     | Tiempo          |
| 1.º | Mathieu van der Poel   | Alpecin-Deceuninck         | 4 h 45 min 41 s |
| 2.º | Tadej Pogačar          | UAE Team Emirates XRG      | + 0 s           |
| 3.º | Jonas Vingegaard       | Team Visma \| Lease a Bike | + 0 s           |
| 4.º | Romain Grégoire        | Groupama-FDJ               | + 0 s           |
| 5.º | Julian Alaphilippe     | Tudor Pro Cycling Team     | + 0 s           |
| 6.º | Oscar Onley            | Team Picnic-PostNL         | + 0 s           |
| 7.º | Aurélien Paret-Peintre | Decathlon-AG2R La Mondiale | + 0 s           |
| 8.º | Kévin Vauquelin        | Arkéa-B&B Hotels           | + 0 s           |
| 9.º | Simone Velasco         | XDS Astana Team            | + 0 s           |
| 10.º | Jenno Berckmoes        | Lotto                      | + 0 s           |

## Clasificaciones al final de la etapa

### Clasificación general(Maillot Jaune)[4]
| \| Clasificación general \| Clasificación general \| Clasificación general \| Clasificación general \| Clasificación general \| \| Ciclista \| Ciclista \| Equipo \| Tiempo \| \| \| --------------------- \| -------------------------- \| -------------------------- \| --------------------- \| --------------------- \| \| 1.º \| Mathieu van der Poel \| Alpecin-Deceuninck \| + 8 h 38 min 42 s \| \| \| 2.º \| Tadej Pogačar \| UAE Team Emirates XRG \| + 4 s \| \| \| 3.º \| Jonas Vingegaard \| Team Visma \\| Lease a Bike \| + 6 s \| \| \| 4.º \| Kévin Vauquelin \| Arkéa-B&B Hotels \| + 10 s \| \| \| 5.º \| Matteo Jorgenson \| Team Visma \\| Lease a Bike \| + 10 s \| \| \| 6.º \| Enric Mas \| Movistar Team \| + 10 s \| \| \| 7.º \| Jasper Philipsen \| Alpecin-Deceuninck \| + 31 s \| \| \| 8.º \| Joseph Blackmore \| Israel-Premier Tech \| + 41 s \| \| \| 9.º \| Tobias Halland Johannessen \| Uno-X Mobility \| + 41 s \| \| \| 10.º \| Ben O'Connor \| Team Jayco AlUla \| + 41 s \| \| |                            |                            |                   |
| |                            |                            |                   |
| Fuentes: ProCyclingStats Cycling Quotient |                            |                            |                   |
| Clasificación general |                            |                            |                   |
| Ciclista | Ciclista                   | Equipo                     | Tiempo            |
| 1.º | Mathieu van der Poel       | Alpecin-Deceuninck         | + 8 h 38 min 42 s |
| 2.º | Tadej Pogačar              | UAE Team Emirates XRG      | + 4 s             |
| 3.º | Jonas Vingegaard           | Team Visma \| Lease a Bike | + 6 s             |
| 4.º | Kévin Vauquelin            | Arkéa-B&B Hotels           | + 10 s            |
| 5.º | Matteo Jorgenson           | Team Visma \| Lease a Bike | + 10 s            |
| 6.º | Enric Mas                  | Movistar Team              | + 10 s            |
| 7.º | Jasper Philipsen           | Alpecin-Deceuninck         | + 31 s            |
| 8.º | Joseph Blackmore           | Israel-Premier Tech        | + 41 s            |
| 9.º | Tobias Halland Johannessen | Uno-X Mobility             | + 41 s            |
| 10.º | Ben O'Connor               | Team Jayco AlUla           | + 41 s            |

### Clasificación por puntos(Maillot Vert)[5]
| Clasificación por puntos | Clasificación por puntos | Clasificación por puntos   | Clasificación por puntos | Clasificación por puntos |
| Ciclista                 | Ciclista                 | Equipo                     | Puntos                   |                          |
| ------------------------ | ------------------------ | -------------------------- | ------------------------ | ------------------------ |
| 1.º                      | Jasper Philipsen         | Alpecin-Deceuninck         | 71 pts                   |                          |
| 2.º                      | Biniam Girmay            | Intermarché-Wanty          | 54 pts                   |                          |
| 3.º                      | Mathieu van der Poel     | Alpecin-Deceuninck         | 50 pts                   |                          |
| 4.º                      | Anthony Turgis           | Team TotalEnergies         | 36 pts                   |                          |
| 5.º                      | Jonathan Milan           | Lidl-Trek                  | 31 pts                   |                          |
| 6.º                      | Tadej Pogačar            | UAE Team Emirates XRG      | 30 pts                   |                          |
| 7.º                      | Paul Penhoët             | Groupama-FDJ               | 26 pts                   |                          |
| 8.º                      | Bryan Coquard            | Cofidis                    | 23 pts                   |                          |
| 9.º                      | Yevgueni Fiodorov        | XDS Astana Team            | 20 pts                   |                          |
| 10.º                     | Jonas Vingegaard         | Team Visma \| Lease a Bike | 20 pts                   |                          |

### Clasificación de la montaña(Maillot à Pois Rouges)[6]
| Clasificación de la montaña | Clasificación de la montaña | Clasificación de la montaña | Clasificación de la montaña | Clasificación de la montaña |
| Ciclista                    | Ciclista                    | Equipo                      | Puntos                      |                             |
| --------------------------- | --------------------------- | --------------------------- | --------------------------- | --------------------------- |
| 1.º                         | Tadej Pogačar               | UAE Team Emirates XRG       | 3 pts                       |                             |
| 2.º                         | Tim Wellens                 | UAE Team Emirates XRG       | 2 pts                       |                             |
| 3.º                         | Benjamin Thomas             | Cofidis                     | 2 pts                       |                             |
| 4.º                         | Jonas Vingegaard            | Team Visma \| Lease a Bike  | 2 pts                       |                             |
| 5.º                         | Kévin Vauquelin             | Arkéa-B&B Hotels            | 1 pt                        |                             |
| 6.º                         | Andreas Leknessund          | Uno-X Mobility              | 1 pt                        |                             |

### Clasificación del mejor joven(Maillot Blanc)[7]
| Clasificación del mejor joven | Clasificación del mejor joven | Clasificación del mejor joven | Clasificación del mejor joven | Clasificación del mejor joven |
| Ciclista                      | Ciclista                      | Equipo                        | Tiempo                        |                               |
| ----------------------------- | ----------------------------- | ----------------------------- | ----------------------------- | ----------------------------- |
| 1.º                           | Kévin Vauquelin               | Arkéa-B&B Hotels              | 8 h 38 min 52 s               |                               |
| 2.º                           | Joseph Blackmore              | Israel-Premier Tech           | + 31 s                        |                               |
| 3.º                           | Mattias Skjelmose             | Lidl-Trek                     | + 39 s                        |                               |
| 4.º                           | Oscar Onley                   | Team Picnic-PostNL            | + 39 s                        |                               |
| 5.º                           | Remco Evenepoel               | Soudal Quick-Step             | + 39 s                        |                               |
| 6.º                           | Florian Lipowitz              | Red Bull-Bora-Hansgrohe       | + 39 s                        |                               |
| 7.º                           | Jenno Berckmoes               | Lotto                         | + 39 s                        |                               |
| 8.º                           | Carlos Rodríguez              | Ineos Grenadiers              | + 1 min 10 s                  |                               |
| 9.º                           | Samuel Watson                 | Ineos Grenadiers              | + 1 min 29 s                  |                               |
| 10.º                          | Ben Healy                     | EF Education-EasyPost         | + 2 min 08 s                  |                               |

### Clasificación por equipos(Classement par Équipe)[8]
| Clasificación por equipos | Clasificación por equipos       | Clasificación por equipos | Clasificación por equipos |
| Equipo                    | Equipo                          | Tiempo                    |                           |
| ------------------------- | ------------------------------- | ------------------------- | ------------------------- |
| 1.º                       | Groupama-FDJ                    | 25 h 56 min 36 s          |                           |
| 2.º                       | Team Visma \| Lease a Bike      | + 31 s                    |                           |
| 3.º                       | Alpecin-Deceuninck              | + 2 min 00 s              |                           |
| 4.º                       | UAE Team Emirates XRG           | + 2 min 08 s              |                           |
| 5.º                       | Arkéa-B&B Hotels                | + 2 min 20 s              |                           |
| 6.º                       | Team TotalEnergies              | + 2 min 20 s              |                           |
| 7.º                       | Cofidis                         | + 2 min 20 s              |                           |
| 8.º                       | Decathlon AG2R La Mondiale Team | + 2 min 28 s              |                           |
| 9.º                       | Team Jayco AlUla                | + 2 min 51 s              |                           |
| 10.º                      | EF Education-EasyPost           | + 2 min 58 s              |                           |

## Abandonos
Ninguno.